# 高島忍
高島 忍（たかしま しのぶ、1992年8月31日 - ）は、日本の元ラグビーユニオン選手。

## プロフィール
- 京都府出身。
- ポジションはフッカー(HO)/プロップ(PR)。
- 身長 169cm、体重 100kg
- ニックネームはしのぶ。

## 略歴
3歳からラグビーを始めた。
2011年、立命館宇治高校卒業後、立命館大学に入学する。　
2014年、立命館大学ラグビー部の副将に就任した。
2015年、立命館大学卒業後、キヤノンイーグルス(現・横浜キヤノンイーグルス)に加入。同年11月29日に行われたジャパンラグビートップリーグ第3節のコカ・コーラレッドスパークス戦に途中出場で公式戦初出場を果たす。 
2022年、現役を引退した。